# Kamikaze 1989
Pour plus de détails, voir Fiche technique et Distribution.
Kamikaze 1989 est un film allemand réalisé par Wolf Gremm, sorti en 1982.
Rainer Werner Fassbinder y joue son dernier rôle, avant sa mort le 10 juin 1982. C'est pourquoi les deux films prévus comme suite à celui-ci n'ont pas été réalisés.

## Synopsis
L'Allemagne dans un futur proche. Le pays est riche, tous les problèmes semblent résolus, il n'y a pas de pollution ni de chômage. L'alcool mais aussi les légumes cultivés dans son propre potager sont interdits, on ne parle plus de suicide mais de décès inopiné, la télévision veille à la tranquillité par ses émissions comme le concours annuel de l'humour (placé dans une série mettant en scène Einstein et Napoléon) et des bulletins météorologiques toujours positifs. La police (dont le symbole est un poing au pouce levé) fait régner l'ordre grâce à ses actions contre les "Prokos". Tous les médias sont entre les mains d'un groupe dont la direction appartient à la même famille. La seule parole critique se trouve dans la série de bande dessinée La Panthère bleue qui fait une caricature de patrons autocrates et réunit leurs adversaires, les "Krysmopompes".
Lorsque le trust est menacé par un attentat à la bombe, qui n'a pas lieu, on accorde quatre jours au lieutenant de police Jansen de la police présidentielle pour résoudre l'affaire. Jansen est un personnage excentrique avec ses costumes léopard, alcoolique "au troisième degré", un flic désabusé qui a résolu toutes les affaires qu'on lui avait confiées. (Sa phrase préférée : « Évitez les remarques superflues! »)
Dès le début, son enquête le mène au 31e étage de l'immeuble du trust en construction. Le papier annonciateur de la menace indique une personne du trust comme le coupable. Jansen et son assistant MK1 Anton prennent l'enquête. Après que la directrice du personnel disparaît dans un "décès inopiné", le neveu du PDG est soupçonné, mais Jansen exclut cette hypothèse (ce qui ne l'empêche pas d'user d'une torture acoustique). D'autres suspects sont Zerling, un ancien employé qui a contribué à la création de La Panthère bleue, la présentatrice de télévision Barbara, également alcoolique, ou l'assistante de direction Elena Farr.
À plusieurs reprises, Jansen se demande quel est le rôle des personnes connues ou non pour être des "Krysmopompes", mais il n'y croit pas vraiment. Durant une poursuite en voiture, le neveu d'un boss trouve la mort - encore un "décès inopiné".
Bientôt le vrai coupable se livre, il s'agit de l'intellectuel Weiss. Il explique à Jansen ce qu'est le 31e étage : ici les derniers penseurs critiques seront réduits au silence de façon perfide. Weiss a rédigé une autre lettre de menace, sans qu'il y ait une bombe. Mais le trust est parvenu à réduire ses employés au silence concernant le 31e étage...

## Fiche technique
- Titre : Kamikaze 1989
- Réalisation : Wolf Gremm assisté de Christine Kabisch et de Karin Viesel.
- Scénario : Wolf Gremm, Robert Katz d'après Meurtre au 31e étage, roman de Per Wahlöö[1].
- Musique : Edgar Froese
- Direction artistique : Horst D. Furcht, Roland Mabille
- Costumes : Barbara Naujock, Ursula Sonntag
- Photographie : Xaver Schwarzenberger
- Effets spéciaux : Günther Schaidt, Lothar Tropp (Dessins de La Panthère bleue : Johannes Grützke)
- Son : Gunther Kortwich
- Montage : Thorsten Näter (de)
- Production : Regina Ziegler, Michael Lentz
- Sociétés de production : Regina Ziegler Filmproduktion, Trio-Film, Oase-Film
- Pays d'origine :  Allemagne de l'Ouest
- Langue : allemand
- Format : Couleurs - 1,37:1 - Mono (RCA Sound System)- 35 mm
- Genre : Science-fiction
- Durée : 106 minutes
- Dates de sortie :
  -  Allemagne de l'Ouest : 16 juillet 1982.
  -  États-Unis : 27 février 1983.
  -  Portugal : 22 mars 1984.
  -  Danemark : 31 juillet 1985.

## Distribution
- Rainer Werner Fassbinder : Le lieutenant de police Jansen
- Günther Kaufmann : MK1 Anton
- Arnold Marquis (de) : Le président de la police
- Boy Gobert : Le PDG du trust
- Richy Müller : Le neveu
- Jörg Holm (de): Le vice-président
- Brigitte Mira : La directrice du personnel
- Hans Wyprächtiger (de): Zerling
- Nicole Heesters : Barbara
- Petra Jokisch : Elena Farr
- Franco Nero : Weiss
- Frank Ripploh : Un gangster

## Distinctions
- Festival international du film fantastique d'Avoriaz 1983 : Sélection en compétition.
- Fantasporto 1984 :
  - Sélection en compétition.
  - Prix de la critique pour Wolf Gremm

## Source de traduction
- (de) Cet article est partiellement ou en totalité issu de l’article de Wikipédia en allemand intitulé « Kamikaze 1989 » (voir la liste des auteurs).